# Liste der Bodendenkmäler im Kreis Unna

Kreis Unna

Die Liste der Bodendenkmäler im Kreis Unna umfasst:
- Liste der Bodendenkmäler in Bergkamen
- Liste der Bodendenkmäler in Bönen
- Liste der Bodendenkmäler in Fröndenberg/Ruhr
- Liste der Bodendenkmäler in Holzwickede
- Liste der Bodendenkmäler in Kamen
- Liste der Bodendenkmäler in Lünen
- Liste der Bodendenkmäler in Schwerte
- Liste der Bodendenkmäler in Selm
- Liste der Bodendenkmäler in Unna
- Liste der Bodendenkmäler in Werne